# Ocotea parvula
Ocotea parvula là loài thực vật có hoa trong họ Nguyệt quế. Loài này được (Lundell) van der Werff mô tả khoa học đầu tiên năm 2001.